# Brtevský potok
Brtevský potok nazývaný též Brtva je největší pravostranný přítok řeky Dědiny (Zlatého potoka) v okrese Rychnov nad Kněžnou v Královéhradeckém kraji. Délka toku činí 8,7 km. Plocha povodí měří 17,4 km².

## Průběh toku
Potok pramení jižně od Bačetína, v podhůří Orlických hor, v nadmořské výšce okolo 450 m. Od pramene až po soutok s Bačetínským potokem protéká Brtevský potok úzkým zalesněným pásem v zemědělské krajině. V nejhornější části teče jihozápadním směrem. V tomto úseku přijímá levostranný přítok od Sudína. Na horním toku mezi sedmým a osmým říčním kilometrem se tok obrací na severozápad a směřuje tímto směrem zhruba jeden a půl kilometru. Severovýchodně od Domašína se potok stáčí na západ a teče necelé tři kilometry k severovýchodnímu okraji Dobrušky. Zde jej posiluje zprava Bačetínský potok, který je jeho největším přítokem. Poté Brtevský potok protéká Křovicemi, obrací se na jih k centru Dobrušky, kde se velkým obloukem stáčí na západ ke svému ústí. Do Dědiny se vlévá na jejím 25,7 říčním kilometru v nadmořské výšce 275 m.

### Větší přítoky
- Bačetínský potok (hčp 1-02-03-019) je pravostranný přítok Brtevského potoka, který pramení v Bačetíně v nadmořské výšce okolo 485 m. Na horním a středním toku směřuje potok na západ. U jihovýchodního okraje Valu se obrací na jihozápad k Dobrušce. Zde se u severovýchodního okraje města vlévá do Brtevského potoka na jeho 3,4 říčním kilometru.[1] Délka Bačetínského potoka činí 5,7 km.[1] Plocha povodí měří 6,6 km².[2]

## Vodní režim
Průměrný průtok Brtevského potoka u ústí činí 0,1 m³/s. V extrémně suchých letech potok vysychá.